# 海老名ドライバーズスクール
海老名ドライバーズスクール（えびなドライバーズスクール）は、株式会社厚木自動車学校が運営する神奈川県海老名市大谷南にある指定自動車教習所である。旧称は商号と同じ「厚木自動車学校」。

## 沿革
- 1951年 - 海老名市河原口2425番地に厚木自動車学校開校
- 2008年 - 現在地に移転
- 2009年 - 海老名ドライバーズスクールに改める。

## 免許
- 普通自動車一種・二種
- 大型自動二輪車
- 普通自動二輪車

## アクセス
- 小田急・相鉄・相模線（JR東日本）海老名駅からバス5分